# Картер (округ, Міссурі)
Шаблон:StateAbbr_ 36°56′ пн. ш. 90°58′ зх. д. / 36.94° пн. ш. 90.97° зх. д.
Округ  Картер (англ. Carter County) — округ (графство) у штаті Міссурі, США. Ідентифікатор округу 29035.

## Історія
Округ утворений 1859 року.

## Демографія
За даними перепису 
2000 року 
загальне населення округу становило 5941 осіб, усе сільське.
Серед мешканців округу чоловіків було 2917, а жінок — 3024. В окрузі було 2378 домогосподарств, 1673 родин, які мешкали в 3028 будинках.
Середній розмір родини становив 2,97.
Віковий розподіл населення поданий у таблиці:
| Стать    | До 15 років | 15-21 | 22-29 | 30-39 | 40-49 | 50-65 | 65-85 | Понад 85 |
| -------- | ----------- | ----- | ----- | ----- | ----- | ----- | ----- | -------- |
| Чоловіки | 619         | 292   | 257   | 383   | 414   | 516   | 404   | 32       |
| Жінки    | 620         | 251   | 253   | 400   | 445   | 547   | 444   | 64       |

## Суміжні округи
- Рейнольдс — північ
- Вейн — північний схід
- Батлер — південний схід
- Ріплі — південь
- Орегон — південний захід
- Шеннон — захід

## Виноски
1. ↑  U.S. Decennial Census. United States Census Bureau. Архів оригіналу за 12 квітня 2013. Процитовано 14 листопада 2014.
2. ↑  Historical Census Browser. University of Virginia Library. Архів оригіналу за 11 серпня 2012. Процитовано 14 листопада 2014.
3. ↑  Population of Counties by Decennial Census: 1900 to 1990. United States Census Bureau. Архів оригіналу за 3 грудня 2014. Процитовано 14 листопада 2014.
4. ↑  Census 2000 PHC-T-4. Ranking Tables for Counties: 1990 and 2000 (PDF). United States Census Bureau. Архів оригіналу (PDF) за 18 грудня 2014. Процитовано 14 листопада 2014.
5. ↑  State & County QuickFacts. United States Census Bureau. Архів оригіналу за 14 листопада 2015. Процитовано 7 вересня 2013.(англ.) Наведено за англійською вікіпедією.
6. ↑  American FactFinder. Бюро перепису населення США. Архів оригіналу за 29 липня 2011. Процитовано 31 січня 2008.

| США | Це незавершена стаття з географії США. Ви можете допомогти проєкту, виправивши або дописавши її. |